# Пестово (городской округ Мытищи)
Пе́стово — посёлок в городском округе Мытищи Московской области России. Население — 211 чел. (2010).

## География
Расположен на севере Московской области, в северо-восточной части Мытищинского района, примерно в 17 км к северу от центра города Мытищи и 18 км от Московской кольцевой автодороги, на южном берегу Пестовского водохранилища системы канала имени Москвы. До образования водохранилища находился на правом берегу реки Чёрной.
В посёлке 17 улиц, 2 проезда, аллея, приписано 3 садоводческих товарищества. Связан автобусным сообщением с районным центром. Ближайшие населённые пункты — деревни Витенёво, Михалёво, Подольниха, Юрьево.

## Население
| 1852 | 1859 | 1890 | 1899 | 1926 | 2002 | 2010 |
| ---- | ---- | ---- | ---- | ---- | ---- | ---- |
| 189  | ↗193 | ↘150 | ↗163 | ↗245 | ↗265 | ↘211 |

## История
В первой половине XIX века деревня относилась ко 2-му стану Московского уезда Московской губернии и принадлежала действительному статскому советнику А. Д. Черткову, в деревне было 29 дворов, господский дом и оранжерея, крестьян 86 душ мужского пола и 103 души женского.
Затем владельцем стал полковник Север Алексеевич Ермолов (сын генерала А. П. Ермолова) и его наследники, с 1882 до 1917 года — фабриканты Арманд.
В «Списке населённых мест» 1862 года — владельческое сельцо Московского уезда по левую сторону Ярославского шоссе (из Москвы), в 28 верстах от губернского города и 12 верстах от становой квартиры, при реке Чёрной, с 28 дворами и 193 жителями (95 мужчин, 98 женщин).
По данным на 1899 год — сельцо Марфинской волости Московского уезда с 163 жителями.
В 1913 году — 29 дворов, имения Арманд, Репман и Пастухова.
По материалам Всесоюзной переписи населения 1926 года — центр Пестовского сельсовета Пушкинской волости Московского уезда в 3,5 км от Чапчиковского шоссе и 13 км от станции Пушкино Северной железной дороги, проживало 245 жителей (110 мужчин, 135 женщин), насчитывалось 48 хозяйств, из которых 45 крестьянских.
С 1929 года — населённый пункт в составе Пушкинского района Московского округа Московской области. Постановлением ЦИК и СНК от 23 июля 1930 года округа как административно-территориальные единицы были ликвидированы.
Административная принадлежность
1929—1939 гг. — деревня Витенёвского сельсовета Пушкинского района.
1939—1954 гг. — деревня Манюхинского сельсовета Пушкинского района.
1954—1955 гг. — деревня Жостовского сельсовета Пушкинского района.
1955—1963, 1965—1994 гг. — деревня Жостовского сельсовета Мытищинского района.
1963—1965 гг. — деревня Жостовского сельсовета Мытищинского укрупнённого сельского района.
1994—2006 гг. — посёлок Жостовского сельского округа Мытищинского района.
2006—2015 гг. — посёлок городского поселения Пироговский Мытищинского района.
Дом отдыха
В 1937 году в Пестово открылся дом отдыха (пансионат) для актёров МХАТа и их семей. В 1946 году он был переименован в «Дом отдыха трудящихся»; дополнительно к центральному дому усадьбы Ермолова и флигелю были построены ещё несколько зданий. В 1990 годы пансионат перешёл в ведение территориального Московского управления, затем — Центробанка.
Сохранился пейзажный парк, переходящий в лес, в котором имеются остатки надгробных плит с так называемого магометанского кладбища, устроенного Ермоловым.